# Верхнеговейный
Верхнегове́йный — хутор в Каменском районе Ростовской области.
Входит в состав Богдановского сельского поселения.

## География
Хутор расположен в балке Говейной в 15 км от Каменска.

## История
Хутор Верхнеговейный раньше имел наименование Ждановка. Свое название получил по фамилии первого атамана — В. Жданова (1914 год).

## Улицы
На хуторе имеются две улицы: Балочная и Придорожная.

## Население
| 2010 |
| ---- |
| 63   |